# Wanda von Debschitz-Kunowski
Wanda Wilhelmine Auguste von Debschitz-Kunowski (ur. 8 stycznia 1870, zm. 23 kwietnia 1935) – niemiecka fotografka; specjalizująca się w fotografii portretowej.

## Życiorys
Urodziła się jako Wanda Wilhelmine Auguste von Kunowski w Kuźnicy Czarnkowskiej niem. Hammer w powiecie czarnkowskim Prowincji Poznańskiej (była to pruska prowincja istniejąca w latach 1848–1918). Pochodziła z wielkopolskiego rodu Kunowskich h. Nałęcz, z linii osiadłej w Królestwie Prus. Jej rodzicami byli August von Kunowski (1836–1883) i Helene von Bethe (1837–1887). Studiowała u Carla Gussowa oraz Heinricha Nauena. W 1900 roku uczęszczała także do Instytutu Dydaktyczno-Badawczego Fotografii w Monachium. W latach 1902–1914 pracowała w założonej przez męża w Monachium Pracowni szkoleniowej i eksperymentalnej dla sztuki czystej i użytkowej potocznie zwanej Szkołą Debschitza (niem. Debschitz-Schule); na początku w warsztatach metalurgicznych (1902–1905), później ucząc fotografii (1905–1914).
W 1921 otworzyła swoje studio fotograficzne w Berlinie. W swojej pracy głównie zajmowała się fotografią portretową, była też autorką nagich aktów. Wśród znanych osobistości, pisarzy, artystów, aktorek i tancerek, których fotografowała znaleźli się m.in.: Clara Westhoff, Ricarda Huch, Jan Kiepura, Selma von der Gröben, Trudi Schoop, Hans Pfitzner, Rhoda Erdmann, Erna Morena, Clothilde von Derp, czy Lotte Laserstein. Wiele spośród jej fotografii zostało opublikowanych na pocztówkach berlińskiej firmy Ross-Verlag i w różnych czasopism. Fotografowała także modernistyczną architekturę tamtych czasów i wystawy.
Jej mężem w latach 1898–1924 był Wilhelm von Debschitz niemiecki malarz, rzeźbiarz, twórca sztuki użytkowej i ilustrator książek tworzący w stylu secesji, z którym miała troje dzieci; córki Wandę Ziegert von Debschitz (1899–1986) i Irene von Debschitz (1903–1990; późniejszą żonę artysty Alexandra Schawinskiego) oraz syna Wolfa-Dietricha (1901–1972).
Debschitz-Kunowski zmarła w Berlinie 23 kwietnia 1935.

## Galeria

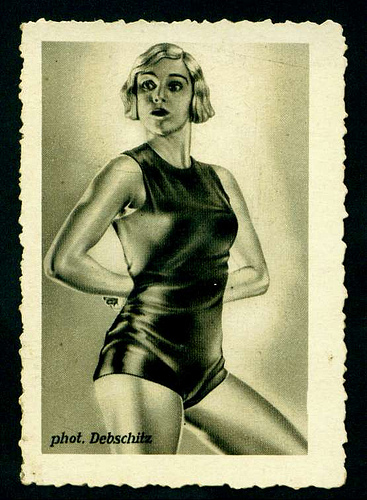
Trudi Schoop, fotografia autorstwa Wandy von Debschitz-Kunowski opublikowana na pocztówce Ross-Verlag
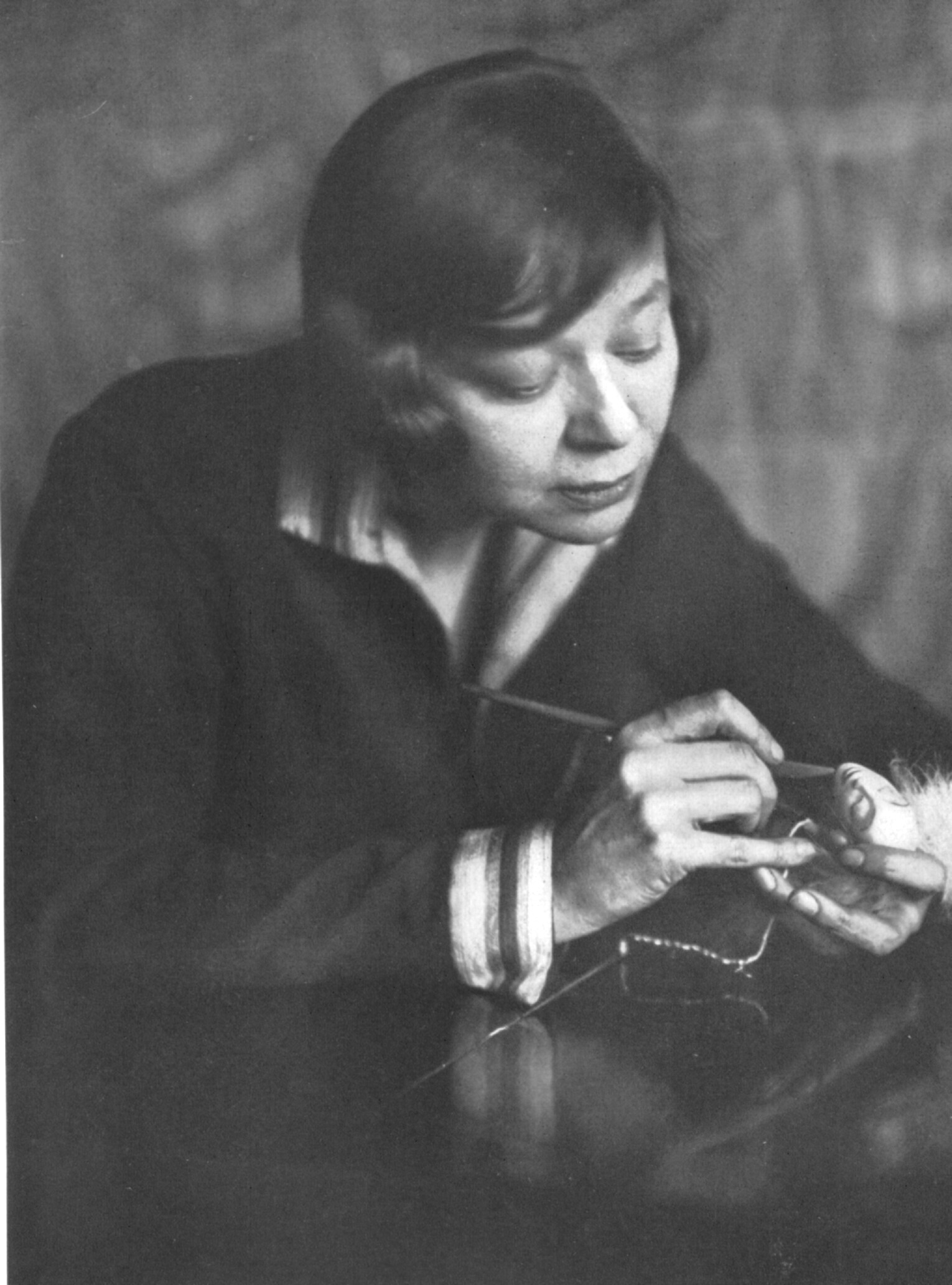
Lotte Pritzel
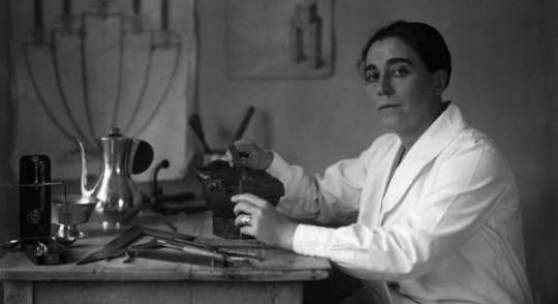
Emmy Roth
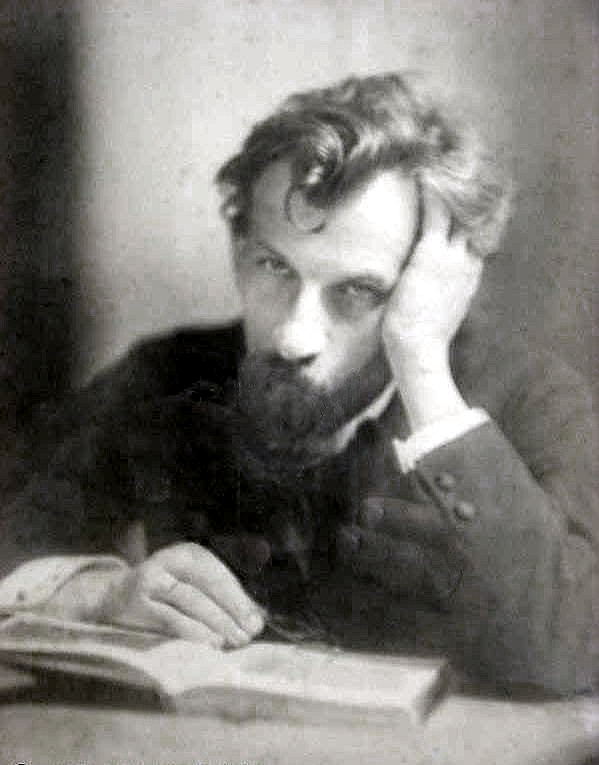
Hans Pfitzner ok. 1910
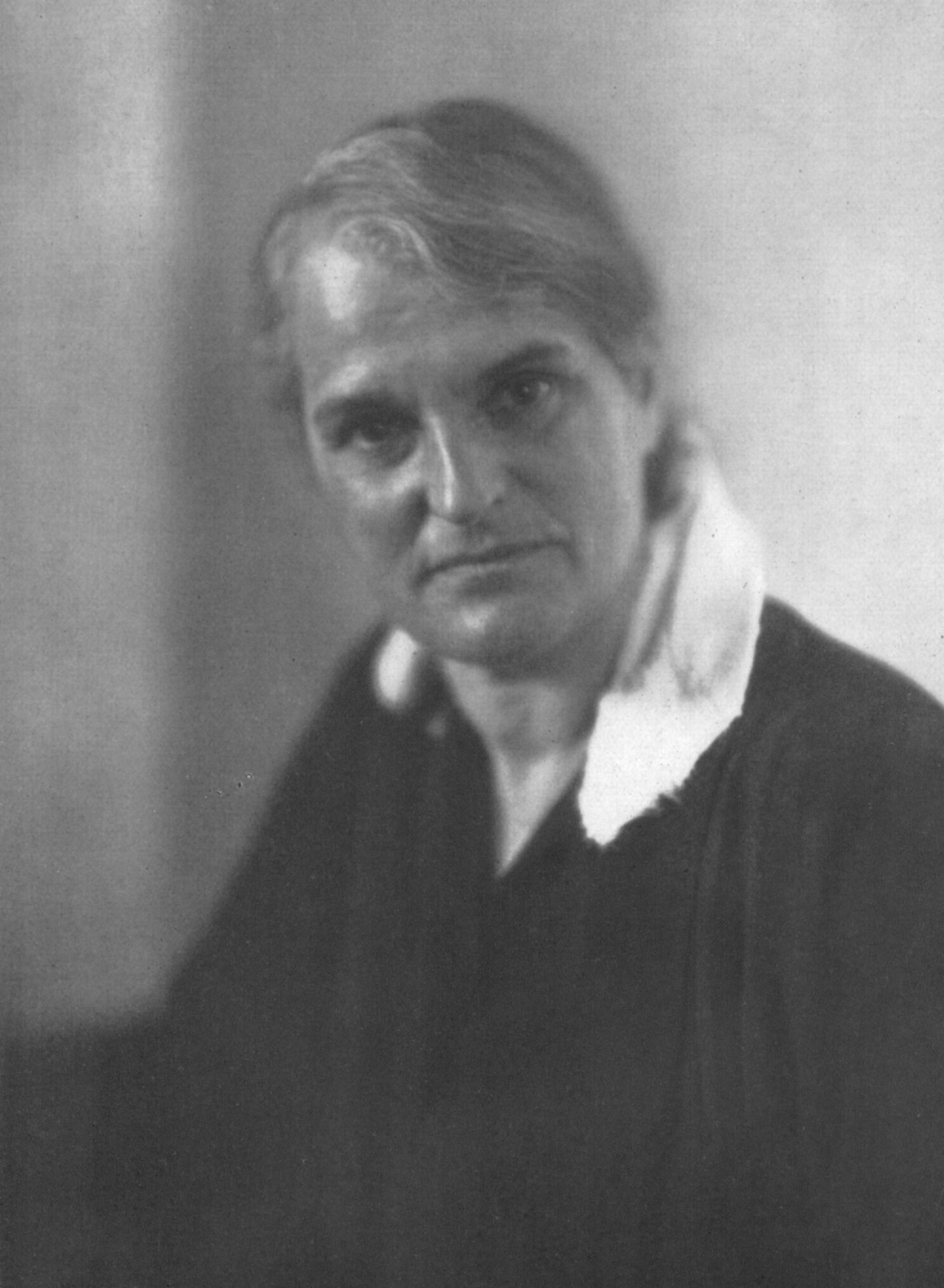
Clara Westhoff-Rilke
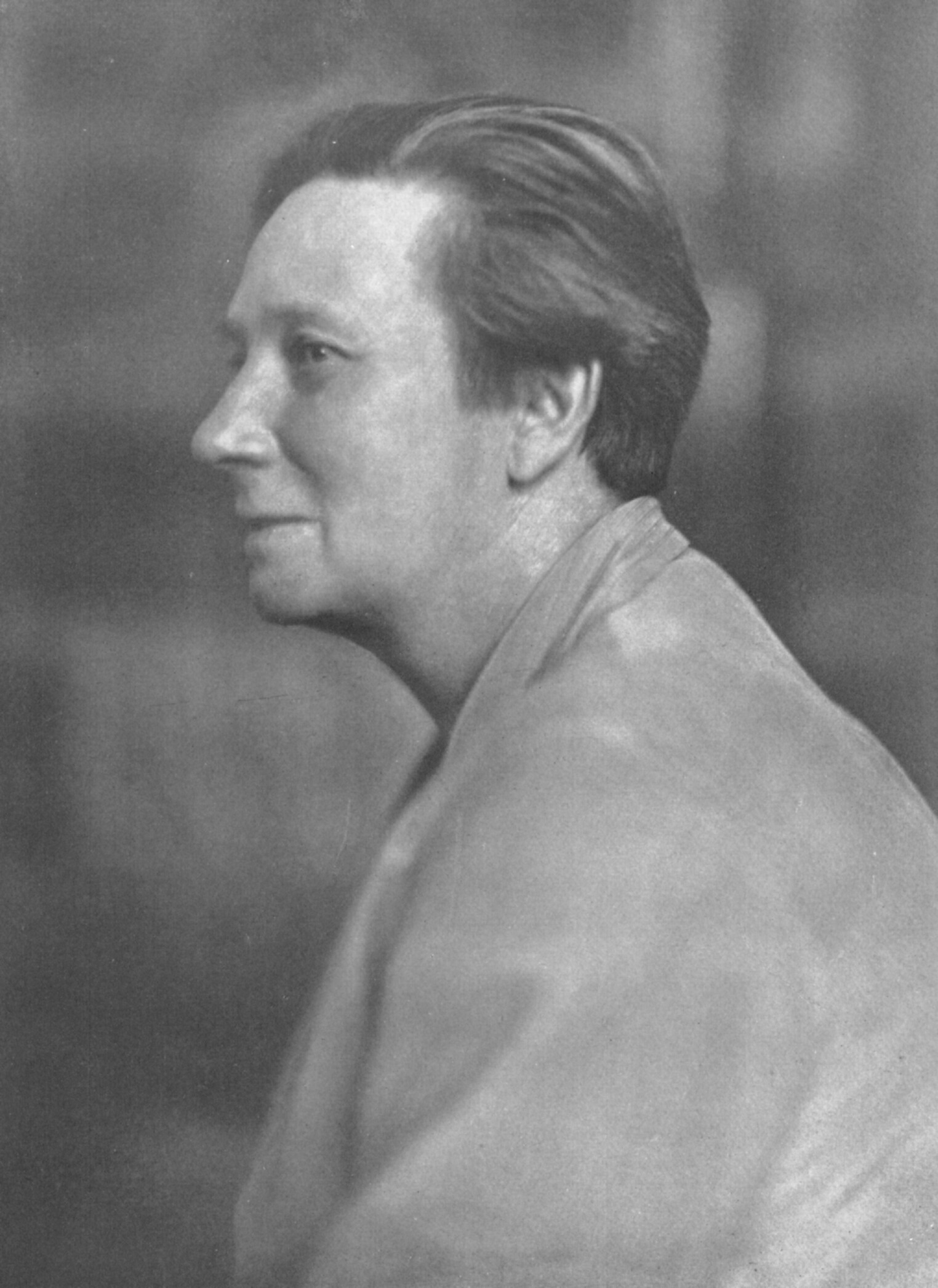
Rhoda Erdmann
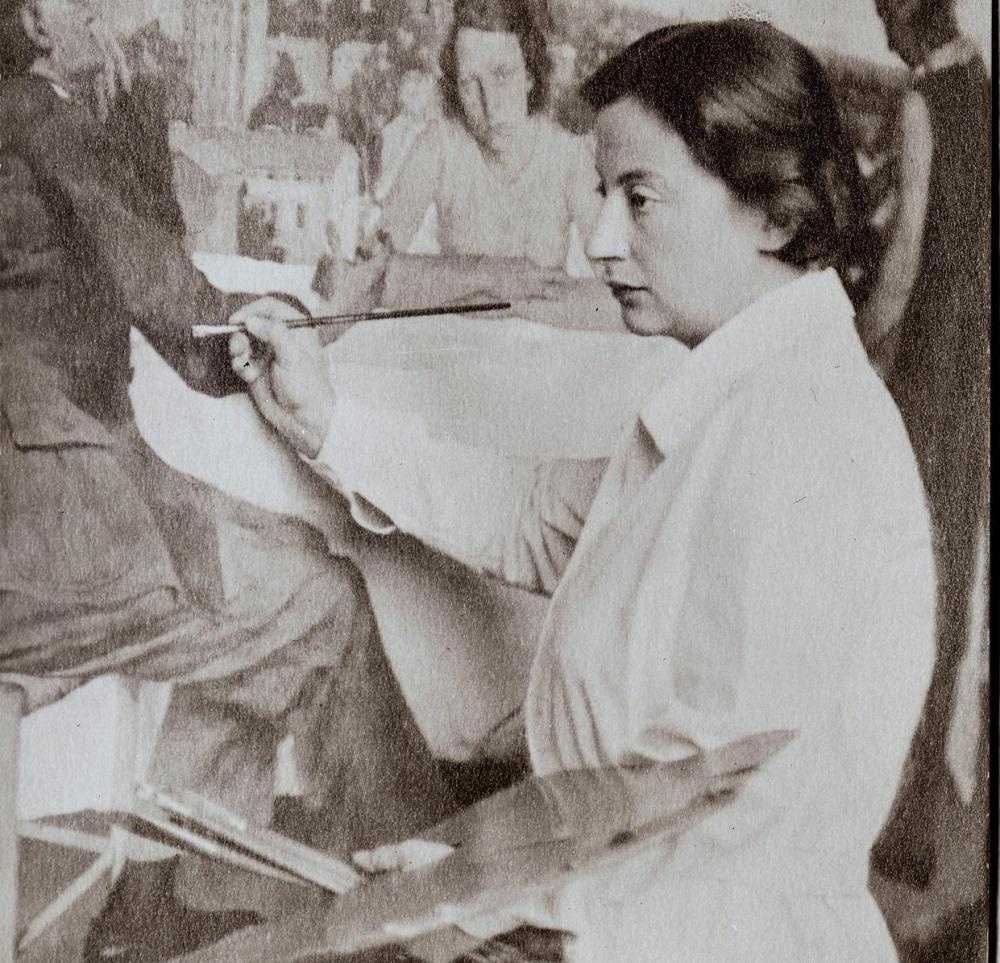
Lotte Laserstein
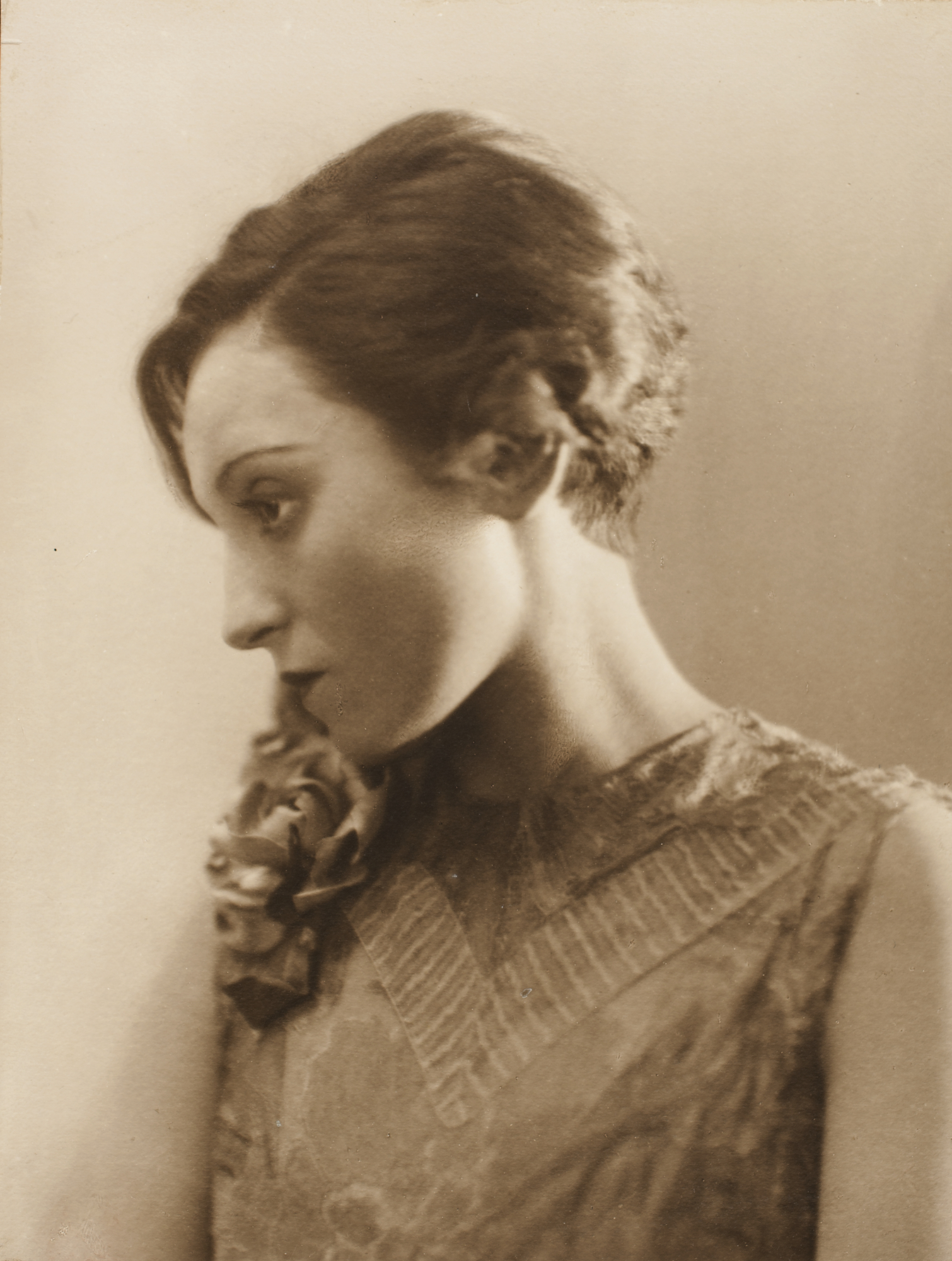
Elisabeth Bergner
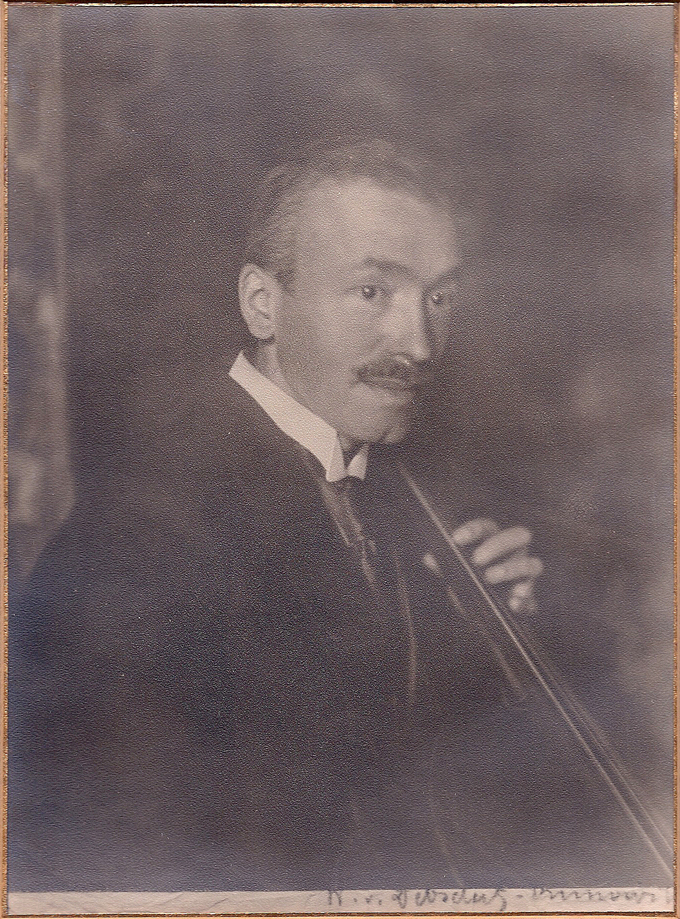
Walter Upmeyer w 1920
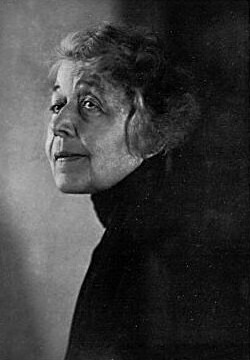
Ricarda Huch
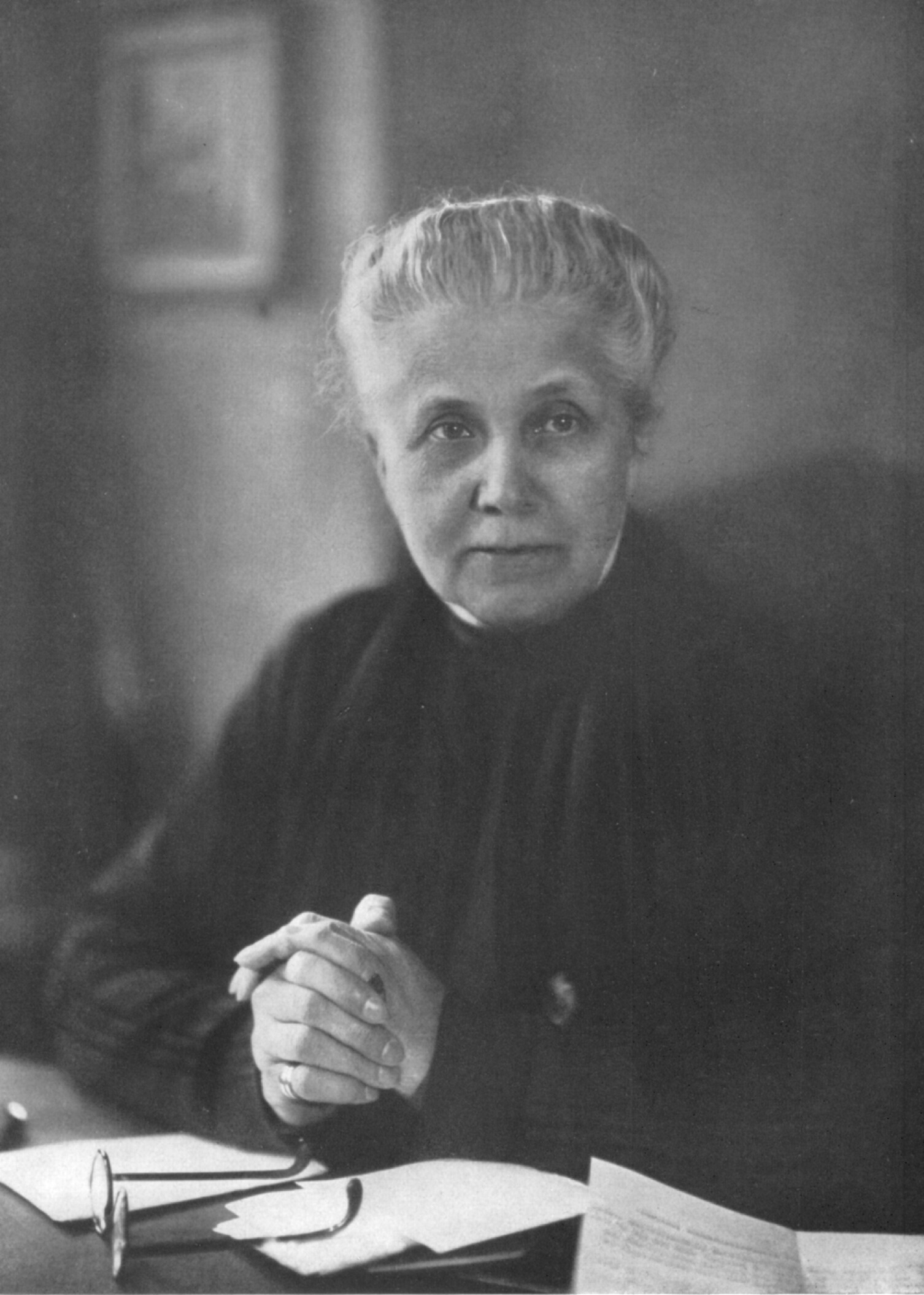
Selma von der Gröben
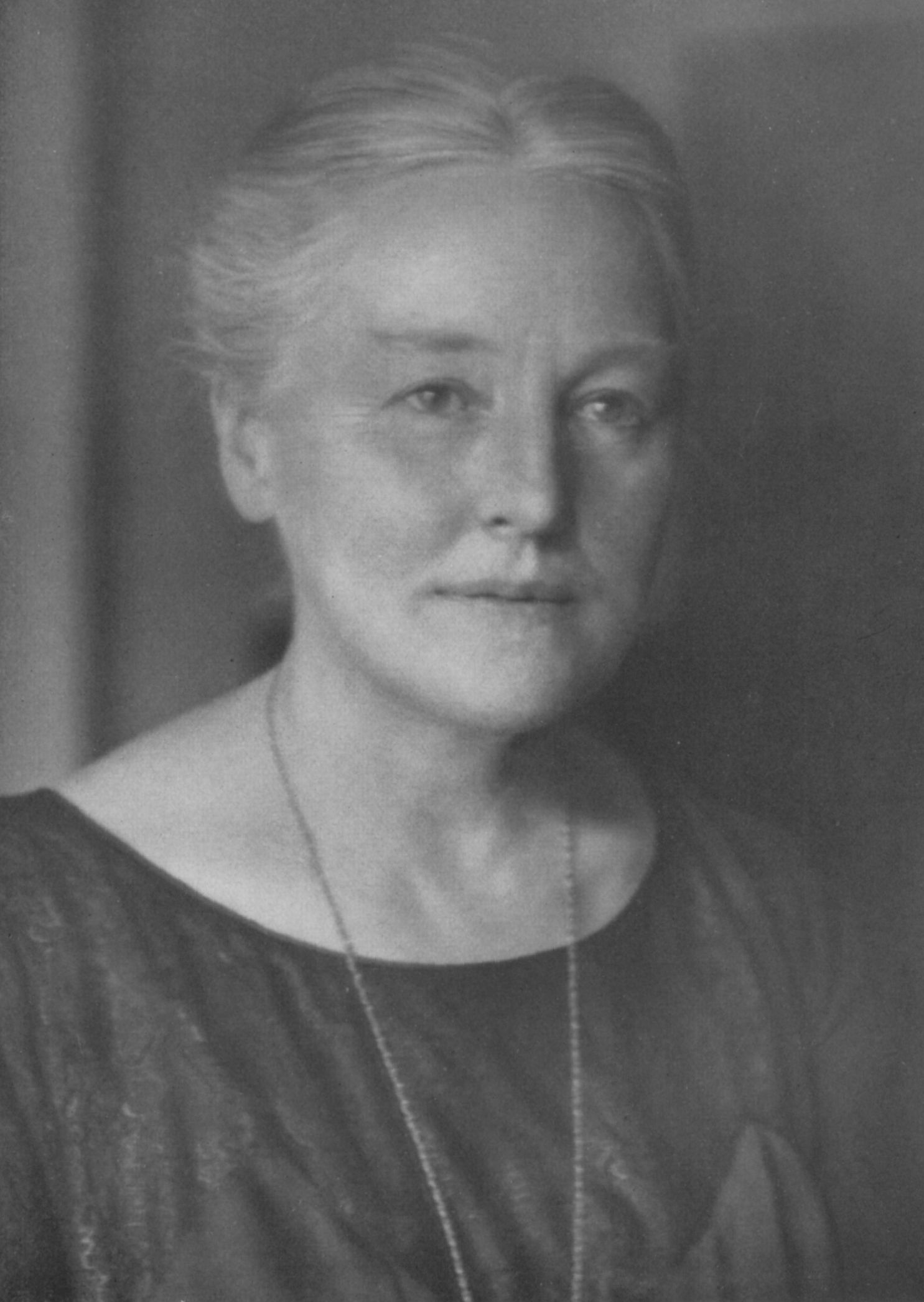
Hermine Heusler-Edenhuizen
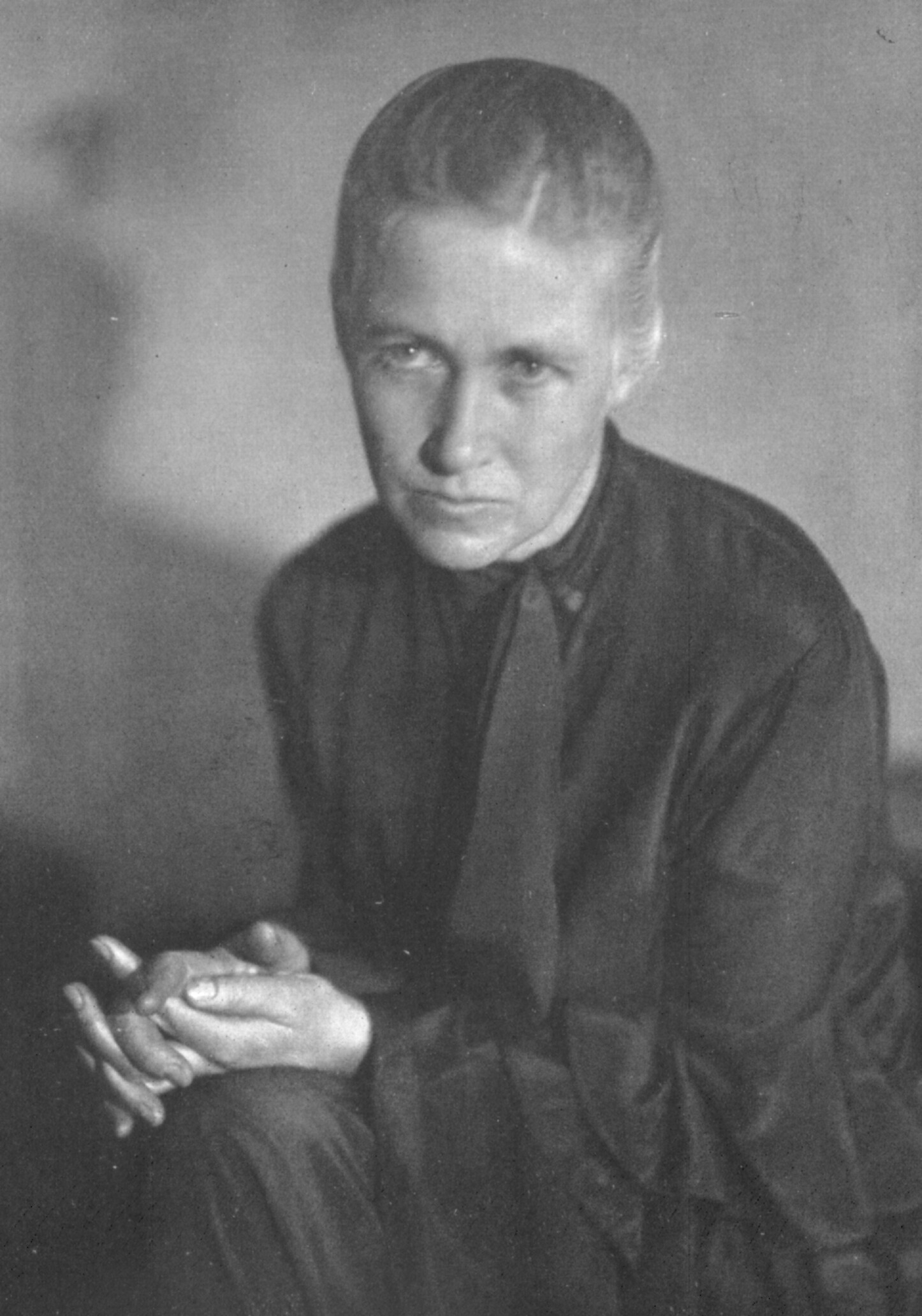
Käte Schaller-Härlin
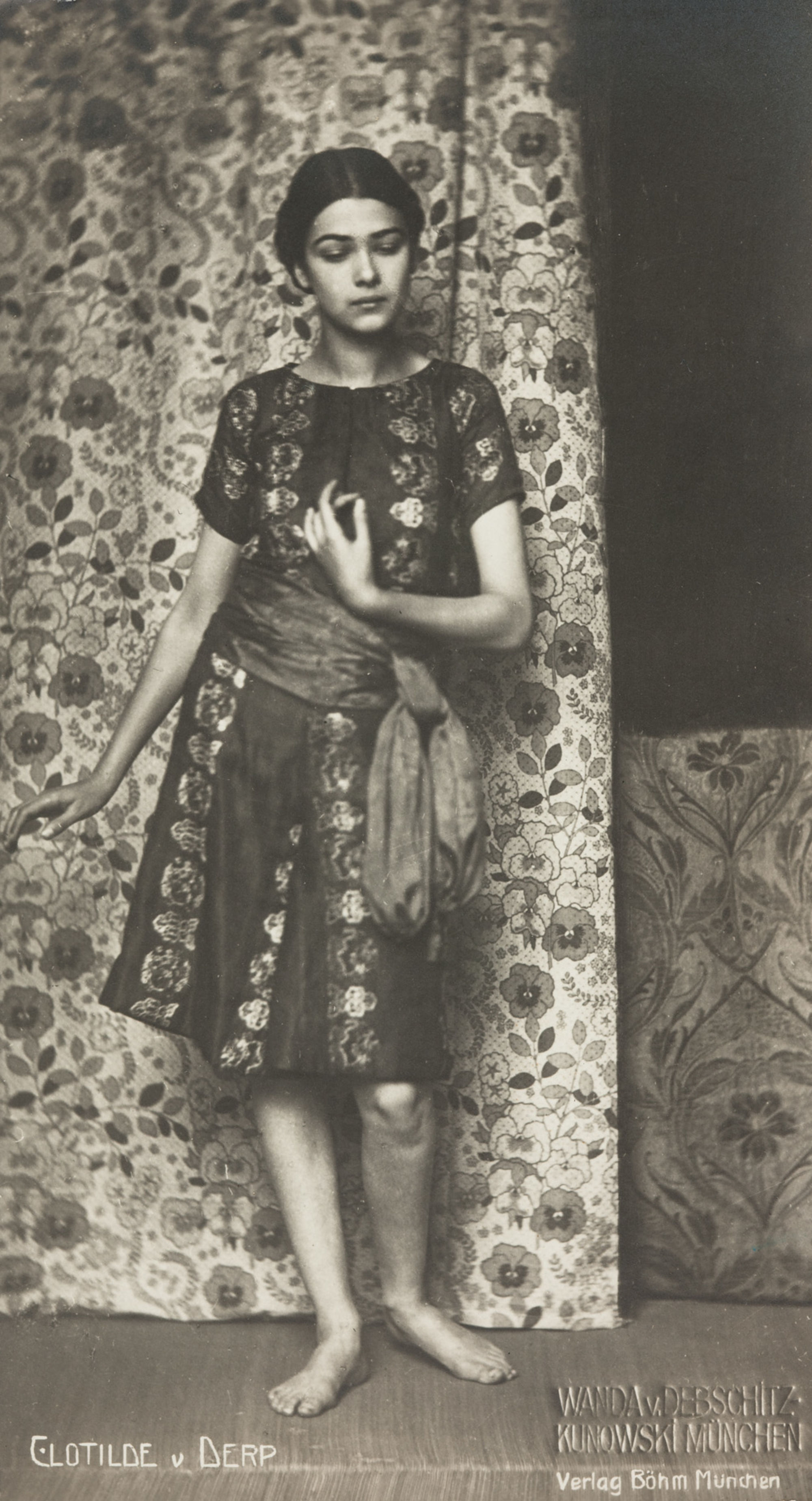
Clothilde von Derp
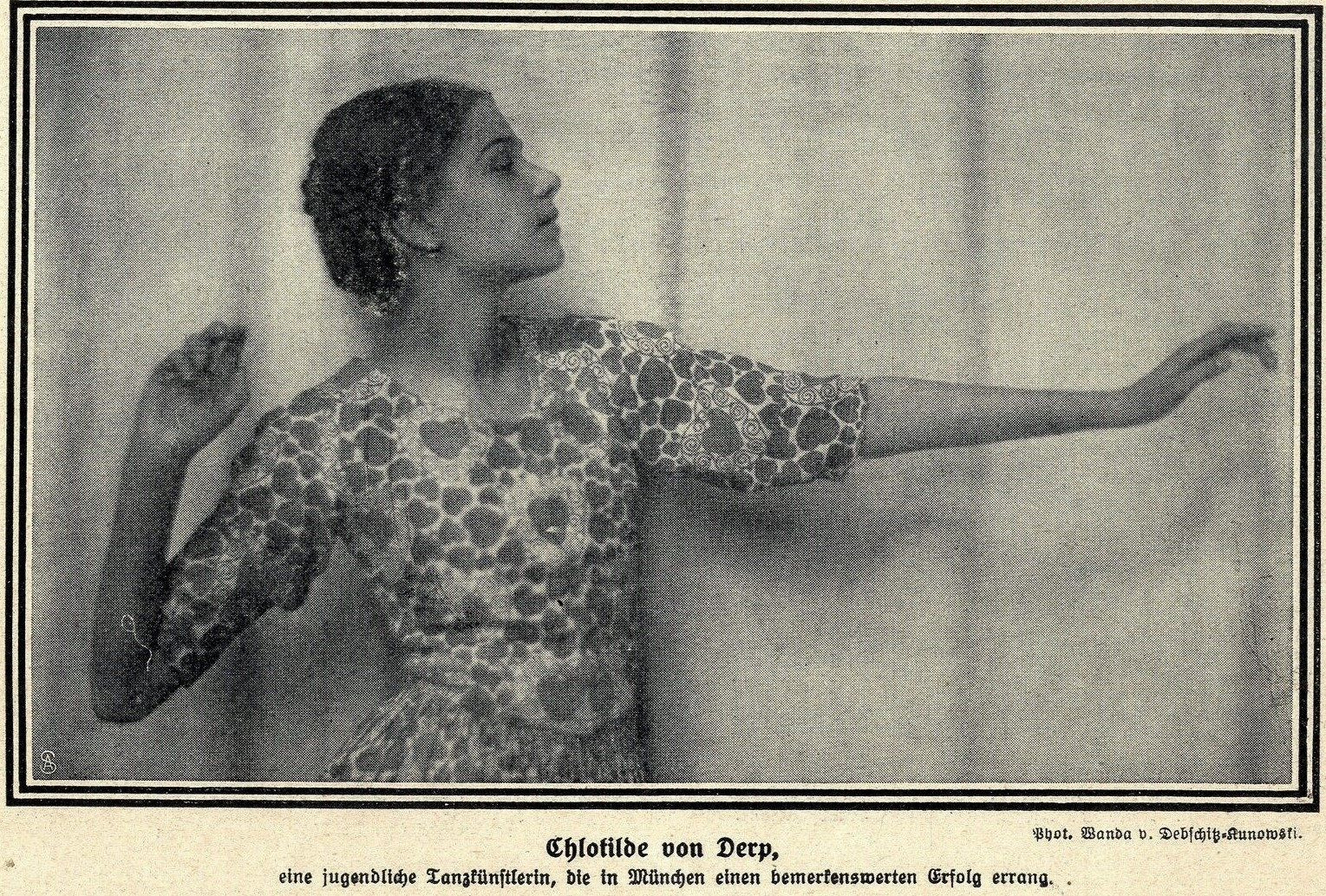
Clothilde von Derp w 1910
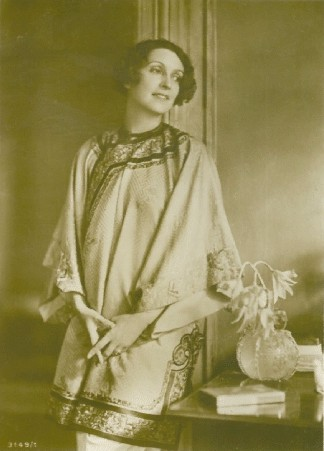
Erna Morena, fotografia autorstwa Wandy von Debschitz-Kunowski opublikowana na pocztówce Ross-Verlag